# مايكل غرانت (ملاكم)
مايكل غرانت (بالإنجليزية: Michael Grant)‏ مواليد 4 أغسطس 1972 في شيكاغو، هو ملاكم أمريكي يصنف ضمن فئة الوزن الثقيل.

## إحصائيات
خاض خلال مسيرته 54 نزالا، فاز في 48 وخسر في 6. فاز بالضربة القاضية في 36 نزالا.

## روابط خارجية
- مايكل غرانت على موقع بوكس ريك (الإنجليزية) (registration required)